# Терневилл (Вайоминг)
Терневилл (англ. Turnerville, Wyoming) — статистически обособленная местность, расположенная в округе Линкольн (штат Вайоминг, США) с населением в 155 человек по статистическим данным переписи 2000 года.

## География
По данным Бюро переписи населения США статистически обособленная местность Терневилл имеет общую площадь в 10,62 квадратных километров, водных ресурсов в черте населённого пункта не имеется.
Статистически обособленная местность Терневилл расположена на высоте 1953 метра над уровнем моря.

## Демография
По данным переписи населения 2000 года в Терневилле проживало 155 человек, 40 семей, насчитывалось 46 домашних хозяйств и 57 жилых домов. Средняя плотность населения составляла около 14,7 человек на один квадратный километр. Расовый состав Терневилл по данным переписи распределился следующим образом: 96,77 % белых, 3,23 % — представителей смешанных рас.
Испаноговорящие составили 1,29 % от всех жителей статистически обособленной местности.
Из 46 домашних хозяйств в 43,5 % — воспитывали детей в возрасте до 18 лет, 80,4 % представляли собой совместно проживающие супружеские пары, в 2,2 % семей женщины проживали без мужей, 13,0 % не имели семей. 10,9 % от общего числа семей на момент переписи жили самостоятельно, при этом среди жителей в возрасте 65 лет отсутствовали одиночки. Средний размер домашнего хозяйства составил 3,37 человек, а средний размер семьи — 3,70 человек.
Население статистически обособленной местности по возрастному диапазону по данным переписи 2000 года распределилось следующим образом: 39,4 % — жители младше 18 лет, 5,2 % — между 18 и 24 годами, 23,2 % — от 25 до 44 лет, 15,5 % — от 45 до 64 лет и 16,8 % — в возрасте 65 лет и старше. Средний возраст жителей составил 35 лет. На каждые 100 женщин в Терневилл приходилось 112,3 мужчин, при этом на каждые сто женщин 18 лет и старше приходилось 118,6 мужчин также старше 18 лет.
Средний доход на одно домашнее хозяйство в статистически обособленной местности составил 52 857 долларов США, а средний доход на одну семью — 54 107 долларов. При этом мужчины имели средний доход в 49 107 долларов США в год против 0 долларов среднегодового дохода у женщин. Доход на душу населения в статистически обособленной местности составил 29 456 долларов в год. Все семьи Терневилл имели доход, превышающий уровень бедности.